# شهرستان توبولسکی
شهرستان توبولسکی (به لاتین: Tobolsky District) یک شهرستان در روسیه است که در استان تیومن واقع شده‌است.